# کوکی گیدرویچ
کوکی گیدرویچ (انگلیسی: Coky Giedroyc؛ زادهٔ ۱۹۶۲ میلادی) کارگردان فیلم اهل بریتانیا است. وی از سال ۱۹۸۸ میلادی تاکنون مشغول فعالیت بوده‌است.
از فیلم‌ها یا مجموعه‌های تلویزیونی که وی در آن نقش داشته‌است، می‌توان به شاهد خاموش، شرلوک، هفت ثانیه، کشتن، ویلیام و مِـری و داستان عامه‌پسند اشاره کرد.